# Orange Pi

## Orange Pi
Orange Pi je single-board kompjuter veličine kreditne (i manje) kartice razvijen od strane open-source zajednice uz podršku kineske kompanije Shenzhen Xunlong Software koja ga proizvodi. Nalik Raspberry Pi-ju, ovaj kompjuter služi prvenstveno za učenje osnova kompjuterskih nauka i često se u te svrhe koristi u srednjim i visokim školama, kao i na fakultetima. Do sada se na tržištu može naći više od 20 modela Orange Pi kompjutera. Ovakvi računari poznati su po tome što, osim što su malih dimenzija, najčešće pokreću neki od Linux operativnih sistema.

## Modeli
- Orange Pi Zero
- Orange Pi One
- Orange Pi One Plus
- Orange Pi Lite
- Orange Pi Lite 2
- Orange Pi PC
- Orange Pi PC 2
- Orange Pi PC Plus
- Orange Pi Plus 2E
- Orange Pi Plus
- Orange Pi Plus 2
- Orange Pi Zero Plus 2
- Orange Pi 2G-IOT
- OPI Win
- OPI Win Plus
- Orange Pi Prime
- Orange Pi I96
- Orange Pi Zero Plus
- Orange Pi R1
- Orange Pi RK3399
- Orange Pi 4G-IOT

## Specifikacije
| Model                 | CPU                                              | GPU                                      | RAM                         | Skladište                                                                  | Mreža                      | WIFI                                            | Audio ulaz            | Audio izlaz                 | Video ulaz                         | Video izlaz | USB                                          | U/I                                                           | Dimenzije   | Težina | Podržani OS                        |
| --------------------- | ------------------------------------------------ | ---------------------------------------- | --------------------------- | -------------------------------------------------------------------------- | -------------------------- | ----------------------------------------------- | --------------------- | --------------------------- | ---------------------------------- | ----------- | -------------------------------------------- | ------------------------------------------------------------- | ----------- | ------ | ---------------------------------- |
| Orange Pi Zero        | H2 Quad-Core Cortex-A7                           | Mail400MP2 GPU @600 MHz                  | 256/512 MB (deljeno sa GPU) | TF card do 32 GB                                                           | 10/100M ethernet RJ45      | XR819                                           | MIC                   | /                           | /                                  | 13 pinova   | 1x USB 2.0, 1x USB 2.0 OTG                   | 26 pinova, 13 pinova sa 2x USB, IR pinom, AUDIO (MIC, AV)     | 48 x 46 mm  | 26 g   | Android, Lubuntu, Debian, Raspbian |
| Orange Pi One         | H3 Quad-core Cortex-A7                           | Mali400MP2 GPU @600 MHz                  | 512MB DDR3 (deljeno sa GPU) | TF card do 32 GB / MMC card slot                                           | 10/100M ethernet RJ45      | /                                               | /                     | /                           | konektor za CMOS kameru            | HDMI        | 1x USB 2.0, 1x USB 2.0 OTG                   | 40 pinova                                                     | 69 × 48 mm  | 36 g   | Android, Ubuntu, Debian, Raspbian  |
| Orange Pi One Plus    | H6 Quad-core 64-bit ARM Cortex™-A53              | GPU Mali T720                            | 1GB LPDDR3 (deljeno sa GPU) | TF card do 32 GB / MMC card slot                                           | 10/100/1000M ethernet RJ45 | /                                               | MIC                   | HDMI 2.0a                   | /                                  | HDMI        | 1x USB 2.0, 1x Micro USB 2.0                 | 26 pinova                                                     | 68 × 48 mm  | 45 g   | Android, Ubuntu, Debian            |
| Orange Pi Lite        | H3 Quad-core Cortex-A7                           | Mali400MP2 GPU @600 MHz                  | 512MB DDR3 (deljeno sa GPU) | TF card do 32 GB / MMC card slot                                           | WIFI                       | Da                                              | MIC                   | HDMI 2.0a                   | konektor za CMOS kameru            | HDMI        | 2x USB 2.0, 1x USB 2.0 OTG                   | 40 pinova                                                     | 69 x 48 mm  | 60 g   | Android, Lubuntu, Debian, Raspbian |
| Orange Pi Lite 2      | H6 Quad-core 64-bit ARM Cortex™-A53              | GPU Mali T720                            | 1GB LPDDR3 (deljeno sa GPU) | TF card do 32 GB / MMC card slot                                           | WIFI                       | WIFI + BT: AP6255 + BT4.1                       | MIC                   | HDMI 2.0a                   | konektor za CMOS kameru            | HDMI        | 1x USB 3.0, 1x USB 2.0, 1x Micro USB 2.0     | 36 pinova                                                     | 69 x 48 mm  | 50 g   | Android, Ubuntu, Debian            |
| Orange Pi PC          | H3 Quad-core Cortex-A7                           | Mali400MP2 GPU @600 MHz                  | 1GB DDR3 (deljeno sa GPU)   | TF card do 32 GB / MMC card slot                                           | 10/100M ethernet RJ45      | /                                               | MIC                   | 3.5 mm konektor, HDMI       | konektor za CMOS kameru            | HDMI        | 3x USB 2.0, 1x USB 2.0 OTG                   | 40 pinova                                                     | 85 x 55 mm  | 38 g   | Android, Ubuntu, Debian, Raspbian  |
| Orange Pi PC 2        | H5 Quad-core 64-bit Cortex-A53                   | Hexa-core Mali450                        | 1GB DDR3 (deljeno sa GPU)   | TF card do 32 GB / NOR flash (2 MB)                                        | 1000M/100M ethernet RJ45   | /                                               | MIC                   | 3.5 mm konektor, HDMI       | konektor za CMOS kameru            | HDMI        | 3x USB 2.0, 1x USB 2.0 OTG                   | 40 pinova                                                     | 85 x 55 mm  | 70 g   | Android, Ubuntu, Debian, Raspbian  |
| Orange Pi PC Plus     | H3 Quad-core Cortex-A7                           | Mali400MP2 GPU @600 MHz                  | 1GB DDR3 (deljeno sa GPU)   | TF card do 32 GB / MMC card slot / 8 GB EMMC flash                         | 10/100M ethernet RJ45      | /                                               | MIC                   | 3.5 mm konektor, HDMI       | konektor za CMOS kameru            | HDMI        | 3x USB 2.0, 1x USB 2.0 OTG                   | 40 pinova                                                     | 85 x 55 mm  | 70 g   | Android, Lubuntu, Debian, Raspbian |
| Orange Pi Plus 2E     | H3 Quad-core Cortex-A7                           | Mali400MP2 GPU @600 MHz                  | 2GB DDR3 (deljeno sa GPU)   | TF card do 32 GB / MMC card slot / 16 GB EMMC flash                        | 10/100/1000M ethernet RJ45 | Realtek RTL8189ETV                              | MIC                   | 3.5 mm konektor, HDMI       | konektor za CMOS kameru            | HDMI        | 3x USB 2.0, 1x USB 2.0 OTG                   | 40 pinova                                                     | 108 x 67 mm | 83 g   | Android, Ubuntu, Debian, Raspbian  |
| Orange Pi Plus        | H3 Quad-core Cortex-A7                           | Mali400MP2 GPU @600 MHz                  | 1GB DDR3 (deljeno sa GPU)   | TF card do 32 GB / MMC card slot / 8 GB EMMC flash                         | 10/100M ethernet RJ45      | /                                               | MIC                   | 3.5 mm konektor, HDMI       | konektor za CMOS kameru            | HDMI        | 3x USB 2.0, 1x USB 2.0 OTG                   | 40 pinova                                                     | 85 x 55 mm  | 70 g   | Android, Lubuntu, Debian, Raspbian |
| Orange Pi Plus 2      | H3 Quad-core Cortex-A7                           | Mali400MP2 GPU @600 MHz                  | 2GB DDR3 (deljeno sa GPU)   | TF card do 32 GB / MMC card slot / 2.5 SATA do 2 T disk / 16 GB EMMC flash | 10/100/1000M ethernet RJ45 | Realtek RTL8189ETV                              | MIC                   | 3.5 mm konektor, HDMI       | konektor za CMOS kameru            | HDMI        | 4x USB 2.0, 1x USB 2.0 OTG                   | 40 pinova                                                     | 108 x 67 mm | 83 g   | Android, Ubuntu, Debian, Raspbian  |
| Orange Pi Zero Plus 2 | H5 Quad-core Cortex-A53 + H3 Quad-core Cortex-A7 | Mali450 GPU + Mali400MP2 GPU             | 512MB DDR3 (deljeno sa GPU) | TF card do 32 GB / 8 GB EMMC flash                                         | WIFI                       | AP6212                                          | /                     | /                           | konektor za CMOS kameru            | HDMI        | USB OTG za napajanje                         | 26 pinova, 13 pinova sa 2x USB, IR pinom, AUDIO (MIC, AV)     | 46 x 48 mm  | 36 g   | Android, Ubuntu, Debian, Raspbian  |
| Orange Pi 2G-IOT      | ARM Cortex-A5 32bit                              | Vivante's GC860                          | 256MB LPDDR2 SDRAM          | TF card / interno 512 MB NAND flash                                        | WIFI + 2G GSM              | RDA5991                                         | MIC + 3.5 mm konektor | 3.5 mm konektor             | konektor za CMOS kameru            | LCD         | 1x USB 2.0, 1x USB 2.0 OTG                   | 40 pinova                                                     | 67 x 42 mm  | 35 g   | Android, Ubuntu, Debian, Raspbian  |
| OPI Win               | A64 Quad-core Cortex-A53 64bit                   | Mali400MP2 GPU                           | 1GB DDR3 (deljeno sa GPU)   | TF card do 32 GB / NOR flash (2 MB) / eMMC                                 | 1000M/100M ethernet RJ45   | AP6212                                          | MIC + 3.5 mm konektor | 3.5 mm konektor, HDMI       | konektor za CMOS kameru            | LCD         | 4x USB 2.0, 1x USB 2.0 OTG                   | 40 pinova                                                     | 93 x 60 mm  | 48 g   | Android, Ubuntu, Debian, Raspbian  |
| OPI Win Plus          | A64 Quad-core Cortex-A53 64bit                   | Mali400MP2 GPU                           | 2GB DDR3 (deljeno sa GPU)   | TF card do 32 GB / NOR flash (2 MB) / eMMC                                 | 1000M/100M ethernet RJ45   | AP6212                                          | MIC + 3.5 mm konektor | 3.5 mm konektor, HDMI       | konektor za CMOS kameru            | LCD         | 4x USB 2.0, 1x USB 2.0 OTG                   | 40 pinova                                                     | 93 x 60 mm  | 48 g   | Android, Ubuntu, Debian, Raspbian  |
| Orange Pi Prime       | H5 Quad-core Cortex-A53                          | Mali450 GPU + GP + quad Pixel Processors | 2GB DDR3 (deljeno sa GPU)   | TF card do 32 GB / NOR flash                                               | 1000M/100M ethernet RJ45   | 8723BS                                          | MIC                   | 3.5 mm konektor, HDMI       | konektor za CMOS kameru            | HDMI        | 3x USB 2.0, 1x USB 2.0 OTG                   | 40 pinova                                                     | 98 x 60 mm  | 68 g   | Android, Ubuntu, Debian, Raspbian  |
| Orange Pi I96         | ARM Cortex-A5 32bit                              | Vivante's GC860                          | 256MB LPDDR2 SDRAM          | TF card / interno 512 MB NAND flash                                        | WIFI                       | RDA5991                                         | /                     | /                           | konektor za CMOS kameru            | /           | 1x USB 2.0, 1x USB 2.0 OTG                   | 40 pinova                                                     | 60 x 30 mm  | 30 g   | Android, Ubuntu, Debian, Raspbian  |
| Orange Pi Zero Plus   | H5 Quad-core 64-bit Cortex-A53                   | Hexa-core Mali450                        | 512MB DDR3 (deljeno sa GPU) | TF card do 32 GB / Spi flash (2 MB)                                        | 10/100/1000M ethernet RJ45 | Realtek RTL8189FTV                              | /                     | /                           | /                                  | 13 pinova   | 1x USB 2.0, 1x USB 2.0 OTG                   | 26 pinova, 13 pinova sa 2x USB, IR pinom, AUDIO (MIC, AV)     | 45 x 48 mm  | 26 g   | Android, Lubuntu, Debian, Armbian  |
| Orange Pi R1          | H2 Quad-core 32-bit Cortex-A7                    | Mali400MP2 GPU @600 MHz                  | 256 MB (deljeno sa GPU)     | TF card do 32 GB / Spi flash (16 MB)                                       | 10/100M ethernet RJ45      | Realtek RTL8189FTV                              | /                     | /                           | /                                  | 13 pinova   | /                                            | 26 pinova, 13 pinova sa 2x USB, IR pinom, AUDIO (MIC, AV)     | 45 x 60 mm  | 35 g   | Android, Lubuntu, Debian, Armbian  |
| Orange Pi RK3399      | Dual-Core Cortex-A72 + Quad-Core Cortex-A53      | ARM Mali-T860 MP4 Quad-Core GPU          | 2 GB DDR3                   | 16 GB eMMC / TF card / mSATA                                               | WIFI                       | AP6356S, dual-band wifi + BT 4.1 (podržava BLE) | 3.5 mm konektor / MIC | HDMI / DP / 3.5 mm konektor | 2 x MIPI-CSI (podržava USB kamere) |             | 4x USB 2.0, 1x USB 3.0 Type-C                | Mini PCIe, SIM slot, 40 pinova, 4x I2C, SPI, 2x UART, 5x GPIO | 99 x 129 mm | 99 g   | Android, Debian                    |
| Orange Pi 4g-IOT      | Quad core ARM® Cortex-A53                        | ARM Mali-T720 MP1                        | 1GB DDR3                    | 8GB EMMC Flash                                                             | WIFI, GSM, BT              |                                                 | 3.5 mm konektor       | 3.5 mm konektor             | 13M kamera                         |             | 3x USB 2.0, 1x USB 2.0 OTG, 1x Micro USB 2.0 | 40 pinova                                                     | 55 x 85 mm  | 43 g   | Android                            |

## Spoljašnje veze
Zvanični sajt Orange Pi
Zvanični sajt Shenzhen Xunlong Software